# Црква Христовог васкрсења у Дрмну
Црква Христовог васкрсења у Дрмну, насељеном месту на територији града Пожаревца припада Епархији браничевској Српске православне цркве.
Градња цркве посвећене Вазнесењу Христовом започета је 2007. године, средствима мештана и ТЕ Костолац.
Храм се гради у моравском стилу са израженим апсидама, куполама и звоницима.